# Julius Mendes Price
Pour les articles homonymes, voir Mendes et Price.
Julius Mendes Price (Londres, 1857 - Londres, 29 septembre 1924) est un explorateur, peintre, affichiste, caricaturiste pour Vanity Fair, signant JMP, et journaliste britannique. 

## Biographie

### L'artiste peintre
Issu d'une famille britannique de confession juive, Julius Mendes Price fait ses études à l'University College de Londres, puis à Bruxelles. Après avoir été étudiant aux Beaux-Arts de Paris dans la classe de Jean-Léon Gérôme, il commence d'exposer au Salon des artistes français en 1880, 1881 et 1883, des huiles sur toile (paysages, scène de genre, et portraits), puis, de 1886 à 1897. Sa dernière participation au Salon date de 1908. 
En 1900, il obtient une médaille à l'Exposition de Paris et, en tant qu'affichiste, figure dans Les Maîtres de l'affiche pour An Artist's Model. D'autres affiches ont été identifiées, comme The Gay Parisienne (vers 1896, signée Julius M. Price, imprimée à Londres) .

### Le reporter et dessinateur de presse
Julius Price participe en 1884-1885 à une expédition au Bechuanaland comme correspondant du Illustrated London News. Par la suite, il livre des portraits de type caricature au journal londonien Vanity Fair.
En 1890, il accompagne ensuite Otto Nordenskjöld dans son voyage à la recherche du passage du Nord-Est et poursuit seul le périple à travers la Sibérie, la Mongolie, le désert de Gobi et atteint Pékin à la fin de cette année. De ce voyage, il tire un premier livre en 1892, illustré par ses soins et remarqué. Il devient membre du Savage Club (en).
Après une exploration de l'Australie occidentale effectuée durant l'année 1895, il travaille comme reporter lors de la guerre gréco-turque de 1897. En 1898, il part observer la ruée vers l'or au Klondike. Il commence à publier des articles dans The Wide World Magazine (en).
Correspondant de guerre au Daily Telegraph avec l'armée russe lors du conflit russo-japonais en 1904, il sert par la suite comme correspondant de guerre au début de la Première Guerre mondiale sur le front français puis, de 1915 à 1917, sur le front italien. Lors de la capture de Gorizia (Sixième bataille de l'Isonzo), il est le seul journaliste sur place.

## Œuvre

### Affiches lithographiées
- Daly's Theatre, An Artist's Model, Paris, Imprimerie Paul Dupont, vers 1893-1896.
- The Gay Parisienne, Londres, Waterlow & Sons, vers 1896.
- Carl Hegenbecks Wonder Zoo And Big Circus, Londres, s.d.

### Publications
- From the Arctic Ocean to the Yellow Sea, 1892 — lire en ligne.
- The Land of Gold: The Narrative of a Journey Through the West Australian Goldfields, 1895  — lire en ligne.
- From Euston to Klondike, 1898 – lire en ligne.
- Dame Fashion, 1912 – lire en ligne.
- My Bohemian Days in Paris, 1913 — lire en ligne.
- My Bohemian Days in London, 1914 – lire en ligne.
- Six month on the Italian Front: from the Stelvio to the Adriatic, 1917 – lire en ligne.
- On the Path of Adventure, 1919 – lire en ligne.

## Galerie de dessins

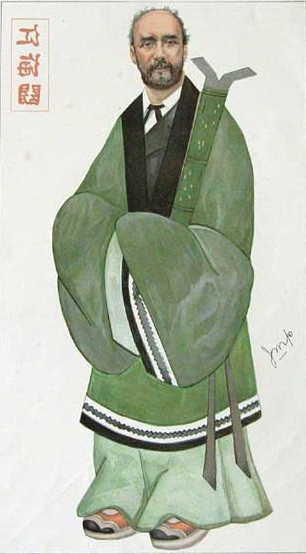
Robert Hart (Vanity Fair, 1894)
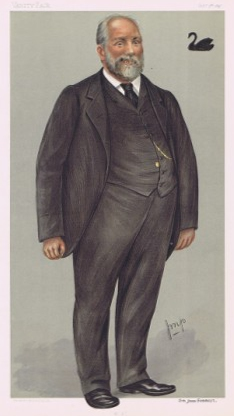
John Forrest (Vanity Fair, 1897)
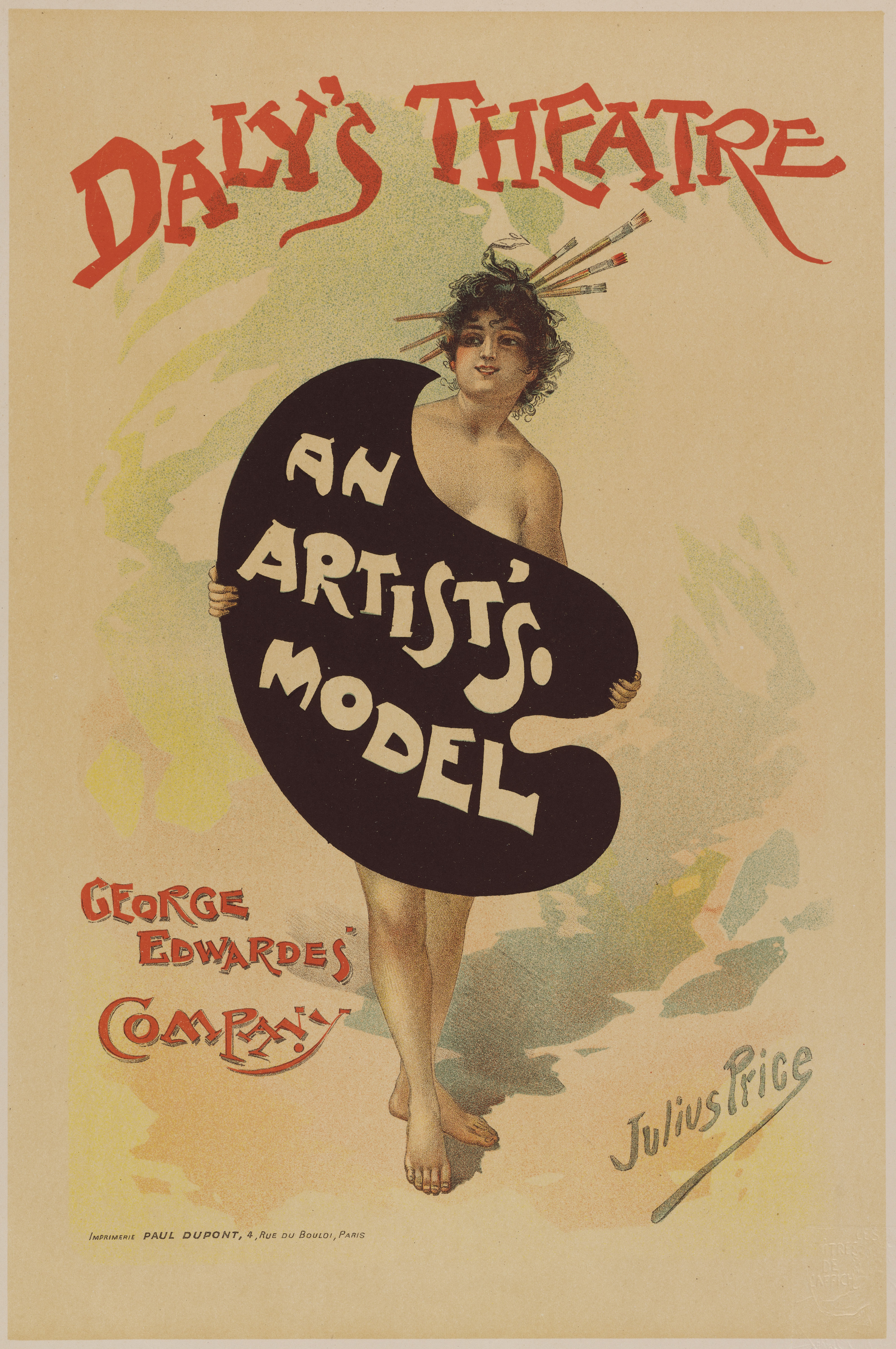
Affiche, vers 1893-1896 [?]
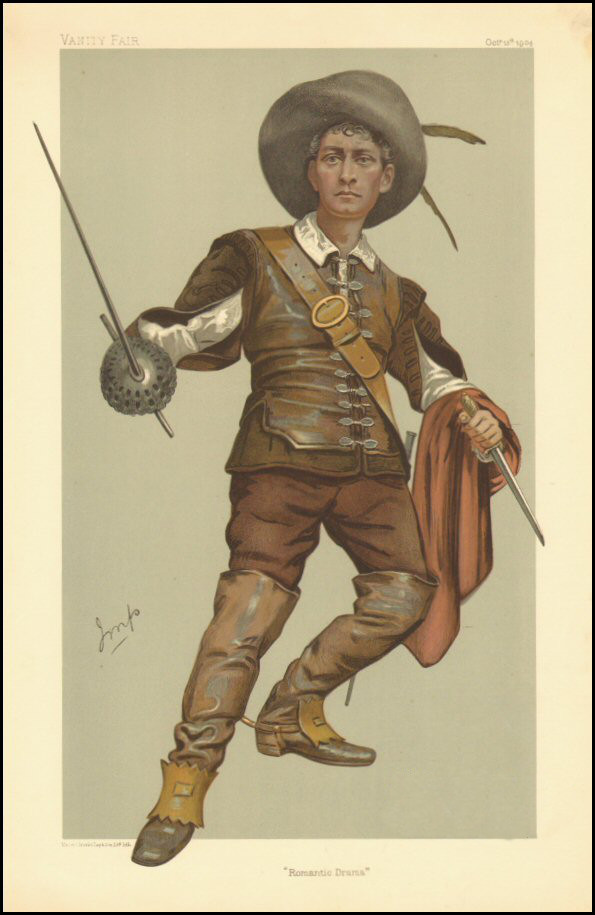
William Waller Lewis (Vanity Fair, 1904)
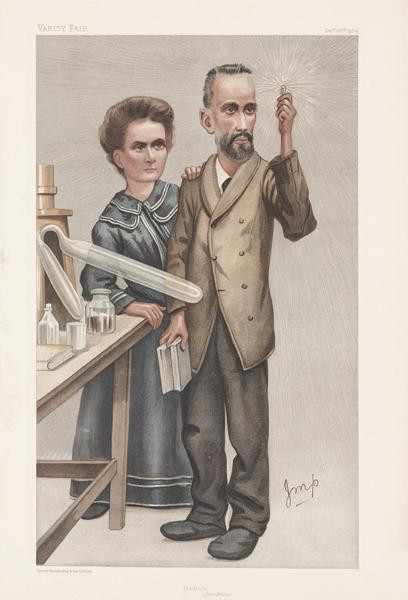
Pierre et Marie Curie (Vanity Fair, 1904)
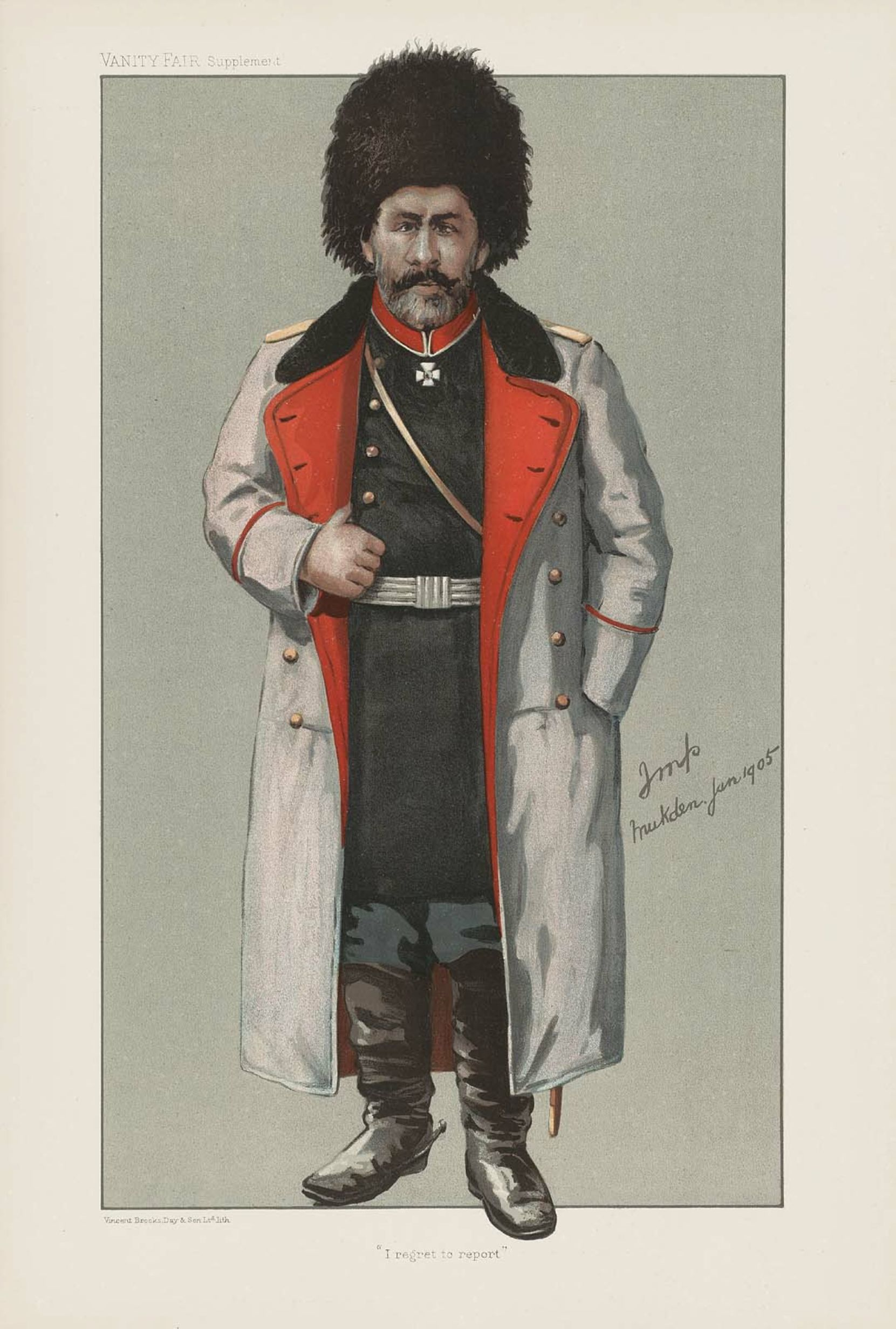
Alexei Nikolayevich Kuropatkin (Vanity Fair, 1905)